# Cúp quốc gia Wales 1958–59
Cúp quốc gia Wales FAW 1958–59 là mùa giải thứ 72 của giải đấu bóng đá loại trực tiếp hàng năm dành cho các đội bóng ở Wales.

## Từ viết tắt
Tên giải đấu nằm sau tên các câu lạc bộ.
- B&DL - Birmingham & District League
- FL D2 - Football League Second Division
- FL D3 - Football League Third Division
- FL D4 - Football League Fourth Division
- SFL - Southern Football League

## Vòng Năm
Vòng này có sự tham gia của 10 đội thắng ở vòng Bốn và 6 đội mới.
| Số thứ tự trận | Đội nhà         | Tỉ số | Đội khách  |
| -------------- | --------------- | ----- | ---------- |
| 1              | Chester (FL D4) | 1–4   | Rhyl (CCL) |

## Bán kết
Bangor City và Lovell's Athletic thi đấu ở Wrexham, trận đá lại diễn ra ở Newtown; Cardiff City và Wrexham thi đấu ở Shrewsbury.
| Số thứ tự trận | Đội nhà              | Tỉ số | Đội khách                  |
| -------------- | -------------------- | ----- | -------------------------- |
| 1              | Bangor City (SFL)    | 0–0   | Lovell's Athletic (WLS D1) |
| ’‘đá lại’’     | Bangor City (SFL     | 1–2   | Lovell's Athletic (WLS D1) |
| 2              | Cardiff City (FL D2) | 6–0   | Wrexham (FL D3)            |

## Chung kết
Trận Chung kết diễn ra tại Newport.
| Số thứ tự trận | Đội nhà              | Tỉ số | Đội khách                  |
| -------------- | -------------------- | ----- | -------------------------- |
| 1              | Cardiff City (FL D2) | 2–0   | Lovell's Athletic (WLS D1) |